# Félix-Etienne Pognon
Félix-Etienne Pognon, francoski general, * 1881, † 1976.